# تل انبارتپه
تل انبارتپه مربوط به سده‌های میانه دوران‌های تاریخی پس از اسلام است و در شهرستان فراشبند، بخش دهرم، دهستان دهرم، روستای احمدآباد، کیلومتر ۶ جاده احمدآباد به طرف فیروز آباد واقع شده و این اثر در تاریخ ۱۵ دی ۱۳۸۷ با شمارهٔ ثبت ۲۴۲۰۶ به‌عنوان یکی از آثار ملی ایران به ثبت رسیده است.